# Villeneuve-Saint-Georges
Villeneuve-Saint-Georges település Franciaországban, Val-de-Marne megyében. Lakosainak száma 36 170 fő (2022. január 1.). Villeneuve-Saint-Georges Valenton, Montgeron, Crosne, Vigneux-sur-Seine, Choisy-le-Roi, Orly és Villeneuve-le-Roi községekkel határos.

## Népesség
A település népessége az elmúlt években az alábbi módon változott:
| Lakosok száma | 32 575 | 32 626 | 33 135 | 33 545 | 34 607 | 34 890 | 34 845 | 35 492 | 36 170 |
|               | 2013   | 2015   | 2016   | 2017   | 2018   | 2019   | 2020   | 2021   | 2022   |